# Lagocephalus laevigatus
Lagocephalus laevigatus, tên thông thường là cá nóc trơn, là một loài cá biển thuộc chi Lagocephalus trong họ Cá nóc. Loài này được mô tả lần đầu tiên vào năm 1766.

## Phân bố và môi trường sống
L. laevigatus có phạm vi phân bố rộng khắp vùng biển Đại Tây Dương. Ở phía tây, loài này được ghi nhận từ bờ biển phía đông bắc Hoa Kỳ, trải rộng xuống khắp vịnh Mexico và biển Caribe, đến tận Argentina. Ở phía đông, loài này được từ Mauritanie, men dọc theo bờ biển các nước Tây Phi đến Namibia. L. laevigatus được tìm thấy ở gần bờ, bao gồm các khu vực cửa sông và rừng ngập mặn, trên đáy cát hoặc bùn, ở độ sâu khoảng từ 10 đến 180 m.

## Mô tả
L. laevigatus trưởng thành có kích thước tối đa được ghi nhận là khoảng 100 cm, nhưng kích thước phổ biến thường thấy là khoảng 60 cm. Thân trên có màu lục xám hoặc xám, bụng trắng; hai bên lườn có màu trắng bạc.
Số gai ở vây lưng: 0; Số tia vây mềm ở vây lưng: 13 - 15; Số gai ở vây hậu môn: 0; Số tia vây mềm ở vây hậu môn: 12 - 13; Số tia vây mềm ở vây ngực: 18.
Cũng như những loài cá nóc khác, L. laevigatus có khả năng sản xuất và tích lũy các độc tố như tetrodotoxin và saxitoxin trong da, tuyến sinh dục và gan. Mức độ độc tính khác nhau tùy theo từng loài, và cũng phụ thuộc vào khu vực địa lý và mùa.
Thức ăn của L. laevigatus khá đa dạng, bao gồm các loài cá nhỏ, rong tảo, động vật giáp xác và động vật thân mềm. L. laevigatus được đánh bắt quy mô nhỏ ở nhiều quốc gia, và đã được xem là cá tạp ở Ghana. Tuy nhiên ở Sénégal, loài này được tiêu thụ phổ biến nhất trong các bữa ăn gia đình, thường được chế biến với các món ăn làm từ gạo.